# 13489 Дмитрієнко
13489 Дмитрієнко (13489 Dmitrienko) — астероїд головного поясу, відкритий 20 жовтня 1982 року.
Тіссеранів параметр щодо Юпітера — 3,220.